# Chessman
 (mars 2016).
Sa qualité peut être largement améliorée en utilisant un vocabulaire plus directement compréhensible.
Kevin Citlali Zamora, né le 2 juillet 1975 à Villa Nicolás Romero, dans l'état de Mexico, est un catcheur mexicain qui est actuellement[Quand ?] sous contrat avec la Asistencia Asesoría y Administración. Il est connu pour son parcours au sein de cette fédération où il combat sous le nom de Chessman. Il a été une fois champion d'Amérique latine de la AAA.

## Jeunesse
Kevin Citali Zamora est le fils de Javier Martínez Arredondo, un joueur de football ayant joué durant sa carrière à Club América, au Tampico Madero Fútbol Club et aux Pumas. Il joue au football au poste de défenseur central dans des clubs de Villa Nicolás Romero puis dans les équipes de jeune de Club Necaxa mais ne passe pas professionnel.

## Carrière

### Asistencia Asesoría y Administración (1996-...)

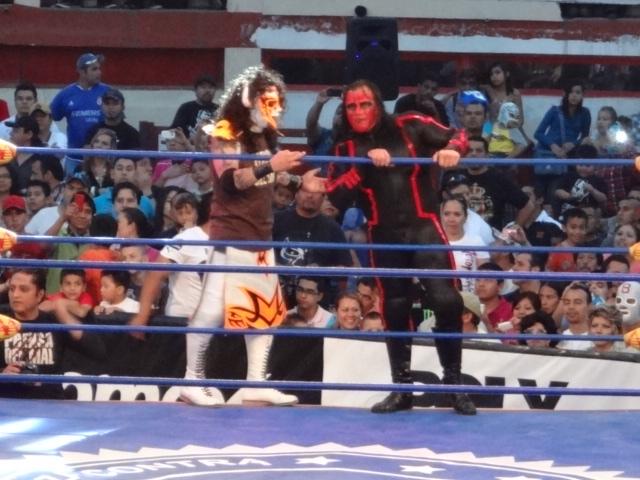
Chessman et son coéquipier de la Legión Extranjera Psicosis

Lors de Rey de Reyes 2007, il bat Muerta Cibernetica, Scott Steiner et Kenzo Suzuki. Le 19 août, il bat El Zorro et remporte le UWA World Light Heavyweight Championship.
Lors de Triplemanía XVI, lui, La Parka et Silver King perdent contre La Legión Extranjera (Bobby Lashley, Electroshock et Kenzo Suzuki).
Lors de Rey de Reyes 2009, il perd contre El Mesías dans un Steel Cage Match et ne remporte pas le AAA Mega Championship. Le 12 mars 2010, il remporte le Rey de Reyes tournament en battant au premier tour, La Parka, El Zorro et Octagón et en finale Hernandez et Marco Corleone. Il devient le Rey de Reyes 2010. 
En avril 2011, il forme avec Silver King et Último Gladiador La Maniarquía, un sous-groupe au sein de la Sociedad. Lors de TripleMania XIX, La Maniarquía perd contre Electroshock, Heavy Metal et Joe Líder dans un Tables, Ladders and Chairs match. Le 16 septembre, Konnan récompense Chessman à la suite du mouvement de retour de la Legión Extranjera et le nomme nouveau général du groupe. 
Lors de Héroes Inmortales 2011, lui et Abyss battent Extreme Tiger et Jack Evans dans un Tables, Ladders, and Chairs match et remportent les AAA World Tag Team Championship. Le 23 février 2012, lui et Ultimo Gladiador perdent contre La Secta (Cuervo et Ozz) et ne remportent pas les AJPW World Tag Team Championship. Lors de TripleMania XX, il fait équipe avec Juventud Guerrera pour prendre part à un Parejas Suicidas steel cage match. Toutefois, Chessman et Guerrera ont réussi à s'échapper de la cage et ont ainsi éviter de s'affronter l'un face à l'autre dans un Hair vs. Hair match. 
Lors de Héroes Inmortales 2012, lui et Abyss perdent les AAA World Tag Team Championship contre Joe Líder et Vampiro. Lors de Guerra de Titanes 2012, il remporte les cheveux de Vampiro lors d'un six-way steel cage Lucha de Apuestas, qui comprenait également Cibernético, Dr. Wagner, Jr., L.A. Park et Perro Aguayo Jr.. 
Lors de Rey de Reyes 2014, il bat Villano IV et remporte le vacant AAA Latin American Championship. Le 26 septembre, ils reforment avec Cibernético le groupe Los Hell Brothers avec Averno comme nouveau membre. En février 2015, ils rejoignent La Sociedad. 
Lors de Verano de Escándalo, ils battent Los Psycho Circus (Monster Clown, Murder Clown et Psycho Clown) et Holocausto (Electroshock, Hijo de Pirata Morgan et La Parka Negra) et remportent les AAA World Trios Championship. Le 31 août, il perd le AAA Latin American Championship contre Psycho Clown. Le 6 janvier 2016, les Los Hell Brothers se font retirer les AAA World Trios Championship à la suite du départ de Cibernético de la AAA. Lors de Guerra de Titanes 2016, lui et Averno battent Aero Star et Fénix et Máscara Año 2000 Jr. et Villano IV dans un Three-way elimination match et remportent les vacants AAA World Tag Team Championship. Après le match, ils sont trahis par La Sociedad. Le 17 juillet, ils perdent les titres contre Los Güeros del Cielo (Angélico et Jack Evans) dans un Three-Way Tag Team Match qui comprenaient également Monster Clown et Murder Clown. Ils forment ensuite un nouveau trio nommé OGT avec Ricky Marvin. 
Le 4 novembre, ils battent Los Xinetez (Dark Cuervo, Dark Scoria et El Zorro) et remportent les AAA World Trios Championship.

## Palmarès
Asistencia Asesoría y Administración
- 1 fois AAA Latin American Championship
- 1 fois AAA World Mixed Tag Team Championship avec Tiffany
- 2 fois AAA World Tag Team Championship Avec Abyss (1) et Averno (1)
- 3 fois AAA World Trios Championship avec Cibernético et Averno (1), Ricky Marvin et Averno (1) et Super Fly et Averno (1)
- 1 fois Mexican National Tag Team Championship Avec Electroshock
- 3 fois Mexican National Atómicos Championship Avec Ozz, Escoria et Cuervo (2) et Killer Clown, Psycho Clown et Zombie Clown) (1)
- Rey de Reyes (2010)

Universal Wrestling Association
- 1 fois UWA World Light Heavyweight Championship

## Récompenses des magazines
- Pro Wrestling Illustrated

| Année | 2006 | 2007 | 2008 | 2009 | 2010 | 2011 | 2012 | 2013 | 2014 | 2015 à 2020 | 2021 |
| ----- | ---- | ---- | ---- | ---- | ---- | ---- | ---- | ---- | ---- | ----------- | ---- |
| Rang  | 388  | 171  | 102  | 75   | 133  | 133  | 232  | 296  | 286  | Non classé  | 190  |